# Adama Diatta
Adama Diatta (14 agosto 1988) è un lottatore senegalese specializzato nella lotta libera. In carriera ha vinto due medaglie d'oro ai Giochi panafricani ed è stato per otto volte campione africano.

## Palmarès
- Giochi panafricani

Brazzaville 2015: oro nei 57 kg.
Algeri 2007: oro nei 55 kg.
- Campionati africani

Il Cairo 2007: oro nei 55 kg.
Tunisi 2008: oro nei 55 kg.
Casablanca 2009: oro nei 55 kg.
Il Cairo 2010: argento nei 55 kg.
Dakar 2011: bronzo nei 60 kg.
Marrakech 2012: oro nei 55 kg.
Alessandria d'Egitto 2015: oro ni 57 kg.
Alessandria d'Egitto 2016: oro ni 57 kg.
Marrakech 2017: oro nei 61 kg.
Port Harcourt 2018: oro nei 61 kg
- Giochi della Francofonia

Abidjan 2017: oro nei 61 kg.